# Хоробрий (лінійний корабель, 1847)
«Хоробрий» (рос. «Храбрый») — 84-гарматний вітрильний лінійний корабель типу «Хоробрий» Чорноморського флоту Російської імперії.

## Опис
Один із двох вітрильних 84-гарматних лінійних кораблів типу «Хоробрий», що будувалися в Миколаєві протягом 1841—1853 років. Кораблі цього типу були найбільшими кораблями 84-гарматного рангу за всю історію російського флоту. Водотоннажність корабля становила 4160 тонн, довжина між перпендикулярами — 60,96 метра, довжина по гондеку — 62,8 метра, ширина — 17,27 метра, осадка — 7,3 метра. 
Озброєння корабля в різні роки становило різну кількість гармат. Так, спочатку озброєння «Хороброго» складалося з двадцяти восьми 68-фунтових бомбичних і чотирьох 32-фунтових довгоствольних гармат на нижній палубі. На верхній палубі розміщувалися тридцять дві 36-фунтові короткоствольні гармати. Ще двадцять чотири 24-фунтові гармати, дві 24-фунтові, шість 18-фунтових і дві 8-фунтові карронади знаходилися на баці і чвертьпалубі.
У 1853 році склад батареї дещо змінився: з озброєння на баці і чвертьпалубі залишили тільки двадцять чотири 24-фунтові гармати.
За іншими даними, озброєння корабля становило від 84 до 86 гармат, з них вісім 68-фунтових бомбичних гармат, п'ятдесят шість 36-фунтових і двадцять 24-фунтових гармат. Екіпаж корабля складав 770 осіб.
Корабель був останнім із трьох вітрильних лінійних кораблів російського флоту, названих ім'ям, що отримав у спадок від однойменного корабля, збудованого у 1775 році в Архангельську. Назва уособлює бойові, бійцівські якості корабля.

## Історія
Закладений у Миколаєві на стапелі Миколаївського адміралтейства 15 червня 1841 року, головний будівник — підполковник корпусу корабельних інженерів С. І. Чернявський. Після спуску на воду 25 червня 1847 року, в листопаді наступного року перейшов до Севастополя і увійшов до складу Чорноморського флоту Російської імперії.
Під час військової кампанії Російської імперії 1849 і 1852 років у складі ескадр кораблів Чорноморського флоту брав участь у практичних плаваннях у Чорному морі. У кампанію наступного 1853 року з червня по серпень також брав участь у практичному плаванні, зокрема під час навчальної атаки флоту на Севастопольський рейд 12 серпня перебував на атакуючій стороні. У кампанію того ж року з 17 вересня по 2 жовтня у складі ескадри віцеадмірала П. С. Нахімова брав участь у перевезенні військ із Севастополя до Сухум-Кале. Так, на кораблі було перевезено 955 солдатів і офіцерів Віленського полку 13-ї дивізії.
Брав участь у Кримській війні. 11 жовтня 1853 року вийшов із Севастополя до анатолійського берега для пошуку турецьких суден у складі ескадри віцеадмірала П. С. Нахімова. З 8 по 10 листопада ескадра витримала сильний шторм, під час якого «Хоробрий» втратив грота-рей, у зв'язку з чим його, разом з фрегатом «Коварна» і кораблем «Святослав», 9 листопада відправили на ремонт до Севастополя. Після ремонту 20 листопада вийшов із Севастополя до Сінопа, однак, не виявивши там ескадри П. С. Нахімова, пішов повз Трапезунда до Сухум-Кале і до 8 грудня повернувся в Севастополь.
З квітня 1854 року перебував на Севастопольському рейді. У січні наступного 1855 року корабель поставили між Павлівською і четвертою батареями, на судні залишилося тільки 248 осіб екіпажу і 59 гармат. 28 серпня 1855 року лінійний корабель «Хоробрий» був затоплений на Севастопольському рейді під час залишення міста гарнізоном. Після війни під час розчищення Севастопольської бухти в 1861 році був піднятий по частинах.

## Командири
- С. А. Стерленгов (29 листопада 1845 — 1848);
- Ф. Д. Бартенєв (1849—1855).